# Horário da Europa Ocidental
| roxa          | Horário dos Açores / Horário de Verão dos Açores (UTC-1 / UTC±0)                    |
| Azul claro    | Horário da Europa Ocidental (UTC±0)                                                 |
| Azul          | Horário da Europa Ocidental / Horário de Verão da Europa Ocidental (UTC±0 / UTC+1). |
| Vermelho      | Horário da Europa Central / Horário de Verão da Europa Central (UTC+1 / UTC+2).     |
| Amarelo claro | Horário de Kaliningrado (UTC+2).                                                    |
| Amarelo       | Horário do Leste Europeu / Horário de Verão do Leste Europeu (UTC+2 / UTC+3).       |
| Verde claro   | Horário da Turquia, Horário de Moscovo (UTC+3).                                     |

O Horário da Europa Ocidental (WET, UTC+0, e mais conhecido como GMT é usado em Portugal continental e na Região Autónoma da Madeira, e é uma zona horária que cobre partes da Europa Ocidental e Norte-Ocidental, incluindo as seguintes regiões e países:
- Ilhas Canárias, desde 1946 (o resto de Espanha usa o CET, UTC+1)
- Ilhas Faroé, desde 1908
- Gronelândia Norte-Oriental (Danmarkshavn e área circundante)
- Portugal, desde 1911 com interrupções (excepto os Açores, que usam o UTC-1)
- República da Irlanda, desde 1916 com interrupções
- Reino Unido (incluindo Inglaterra, Irlanda do Norte, Escócia,País de Gales, a Ilha de Man e as Ilhas do Canal, onde o termo GMT é usado), desde 1847  na Inglaterra, Escócia e País de Gales, desde 1916 na Irlanda do Norte, com interrupções

Durante o Inverno, os países acima usam o WET, que corresponde ao Tempo Universal (UTC); contudo no Verão, a maioria, mas não todos os países acima referidos usam uma hora acima do Horário de Verão da Europa Ocidental (UTC+1).  Oficialmente a República da Irlanda usa o UTC+1, mas no Inverno usa o UTC, e para todas as ocasiões práticas usa o mesmo horário do Reino Unido. Têm havido recentemente pedidos ao Reino Unido, particularmente na Inglaterra e Gales, para mudar para o Horário Central Europeu
Um país que usa o Horário da Europa Ocidental durante todo o ano:
- Islândia, desde 1968

Esta zona horária (GMT) foi usada em:
- Andorra entre 1901 e 1946
- Bélgica entre 1892 e 1914 e 1919 e 1940
- França entre 1911 e 1940 e 1944 e 1945
- Gibraltar entre 1880 e 1957
- Luxemburgo entre 1918 e 1940
- Mónaco entre 1911 e 1945

No Reino Unido, entre 1940 e 1945, o Horário de Verão Britânico (CET) foi usado nos Invernos e entre 1941 e 1945 e em 1947 foi usado o Horário de Verão Duplo Britânico (CEST) nos Verões. Entre 18 de Fevereiro de 1968 e 31 Outubro de 1971 o Horário de Verão Britânico foi usado durante o ano inteiro.
Na República da Irlanda, entre 1940 e 1946 o Horário de Verão Irlandês (CET) foi usado em todo o ano (a R. Irlanda não adoptou mudanças horárias similares ao Horário de Verão Duplo Britânico (CEST) entre 1941 e 1945 e em 1947). Entre 18 de Fevereiro de 1968 e 31 de Outubro de 1971 o Horário Standard Irlandês foi usado o ano inteiro.
Em Portugal, a Hora Central Europeia foi usada entre 1966 e 1976 e entre 1992 e 1996. Nos Açores, a Hora da Europa Ocidental foi usada  no Inverno de 1992–1993.

O Tempo Universal Coordenado (também apelidado de "Zulu Time" ou "Z Time" e denominado formalmente de Greenwich Mean Time) também cobre territórios do Ocidente africano:
- Burkina Faso
- Costa do Marfim
- Gâmbia
- Gana
- Guiné
- Guiné-Bissau
- Libéria
- Mali
- Mauritânia
- Marrocos
- Santa Helena (território)
- São Tomé e Príncipe
- Senegal
- Serra Leoa
- Togo